# اختلاف (فقه)
اختلاف در فقه به نوعی مشاجره علمی بر سر یک موضوع اسلامی گفته می‌شود. در فقه، این اصطلاح در برابر اجماع قرار می‌گیرد.